# آب‌انبار همت‌آباد (فیروزه)
پیشینهٔ بنای «آب انبار همت‌آباد زمانی» که در دهستان تحت جلگه بخش مرکزی شهرستان فیروزه قرار گرفته، به دورهٔ قاجاری می‌رسد. مالکیت این بنا وقفی بوده و به شمارهٔ 5145 در تاریخ 25/12/1380در فهرست آثار ملی ایران ثبت گردیده‌است. بنای آب‌انبار همت‌آباد، با داشتن فرم کلی و اصلی آب‌انبارهای قدیمی و همچنین سبک شاخص سازه - به ویژه در ساخت سردرب ورودی- دارای ارزش معماری و تاریخی است و دربرداشتن تزئیناتی چون آجرکاری راسته-خفته بر روی لچکی سردرب و راهروی اصلی، بر ارزش هنری و فرهنگی بنا می‌افزاید.

## موقعیت جغرافیایی
آب‌انبار همت‌آباد زمانی، در جنوب غربی روستای همت‌آباد و با فاصلهٔ تقریباً صد متری از جادهٔ اصلی روستا، جای گرفته. بنای آب‌انبار همت‌آباد، با زاویه‌ای حدود ۴۵ درجه نسبت به جاده، کوچه‌ها و منازل مسکونی روستا، ساخته شده. زاویهٔ ۴۵ درجه‌ای بنا به سمت شمال شرقی است.

## پیشینه و کاربرد
با نگاهی به ابعاد و اندازهٔ آجرهای آب‌انبار، ساختار کلی پلان، نوع قوس‌های به کار رفته در آن، و همچنین گفته‌های پیران و بزرگان روستا، تاریخ بنای آب‌انبار به دروهٔ قاجاریه می‌رسد که تا زمان پهلوی دوم و قبل از انقلاب، به عنوان آب‌انبار بهره‌برداری می‌شده و پس از آن، تا کنون متروکه مانده‌است.
مشخصات معماری؛ پلان، ساخت و تزئینات:

## ساختاری کلی بنای آب‌انبار همت‌آباد
دربرگیرندهٔ یک ورودی و سردرب، راهرو و پله‌هایی که به پاشیر می‌رسند، مخزن و آب‌انبار است. سردرب این بنا، با ارتفاع حدود ۳۷۰ سانتی‌متر و با زاویهٔ ۴۵ درجه نسبت به کوچه‌ها و ساختمان‌های روستا قرار گرفته‌است. سردرب، دارای درجرز یا ستون در دو طرف است که بین آن‌ها یک طاق جناغی به شیوهٔ آجرچینی رومی اجرا شده، عمق آن ۴۰ سانتی‌متر، و روی اسپر آن، یک درگاهی با قوس هلالی و آجرچینی روی قرار دارد. در بالای سردرب، جای سنگی است که وقف‌نامهٔ بنا روی آن حجاری شده و بر بالای ورودی نصب بوده‌است. لچکی بالای قوس جناغی سردرب، دارای آجرکاری راسته و خفته و بالای سردرب دارای هره آجری بوده‌است. سردرب با آجر ۲۵ در ۲۵ ساخته شده و دارای بندکشی است.
راهرویی، سردرب ورودی را به پاشیر مرتبط می‌نماید. پوشش راهرو، قوس هلالی داشته و به شیوهٔ آجرچینی راسته-خفته اجرا شده‌است. پله‌هایی برای دستیابی به محل پاشیر تعبیه شده‌اند که هر پله ارتفاعی حدود ۳۵ سانتی‌متر و کف‌پله‌هایی ۴۰ تا ۴۵ سانتی‌متری به شیوهٔ آجرچینی خرندی دارد. قسمت پاشیر و دیوار بین مخزن و پاشیر، تخریب شده‌است.
پلان مخزن، شامل یک مربع و چهار ستون، در مرکز، و شیوهٔ پوششی آن نیز از نوع طاق چشمه است. به جز، قوس سردرب ورودی که از نوع قوس جناغی است، دیگر قوس‌ها، اعم از تویزه‌ها، طاق‌ها و پوشش‌ها همگی از نوع قوس هلالی (مازه‌دار) و تقریباً نیم‌دایره اجرا شده‌اند. آجرچینی همهٔ تویزه‌ها و طاق‌ها، به شیوهٔ رومی، و پوشش بین تویزه‌ها، به شیوهٔ آجرچینی کلمبو (گردچینی) است. سقف‌ها، دارای نورگیر و قسمت تیزه‌اند.
بنای آب‌انبار، با مخلوطی از آجرهای ۵*۲۰*۲۰ و ۵*۲۵*۲۵ و ملات گچ و ماسه ساخته شده‌است. روی بدنهٔ آب‌انبار، اندودی از ساروج وجود داشته که بخش بزرگی از اندود از بین رفته‌است.